# Lacrost
Lacrost é uma comuna francesa na região administrativa de Borgonha-Franco-Condado, no departamento de Saône-et-Loire. Estende-se por uma área de 10,53 km². Em 2010 a comuna tinha 740 habitantes (densidade: 70,3 hab./km²).